# ماريو كارت: دبل داش
ماريو كارت: دبل داش (بالإنجليزية: Mario Kart: Double Dash‎؛ باليابانية: !!マリオカートダブルダッシュ) هي لعبة فيديو كارتينغ صدرت عام 2003 طورتها نينتندو إنترتينمنت أنالسيس أند دفيلوبمنت ونشرتها نينتندو لنظام غيم كيوب. اللعبة هي اللعبة الرابعة في سلسلة ماريو كارت والثالثة للأنظمة المنزلية بعد ماريو كارت 64. سبقتها لعبة ماريو كارت: سوبر سركت لنظام غيم بوي أدفانس في عام 2001 وتلتها لعبة ماريو كارت دي أس المحمولة باليد، والتي صدرت لنظام نينتندو دي أس في عام 2005.
على غرار العناوين السابقة، تتحدى دبل داش شخصيات لاعبي امتياز ماريو للتنافس ضد بعضها البعض على مسارات بطابع ماريو. قدمت اللعبة عددًا من ميزات أسلوب اللعب الجديدة، مثل دعم اللعب التعاوني مع راكبين لكل عربة. يقود أحد اللاعبين العربة والآخر يستخدم العناصر. هي أول لعبة في السلسلة تستخدم رسومات مضلعة ثلاثية الأبعاد للمتسابقين، بدلاً من الأرواح. يمكن للاعبين التبديل في أي وقت. دبل داش هي اللعبة الوحيدة في سلسلة ماريو كارت التي تسمح باللعب التعاوني حتى الآن. تدعم دبل داش التشغيل عبر الشبكة المحلية باستخدام محول نينتندو غيم كيوب برودباند، مما يسمح لما يصل إلى 16 لاعبًا بالمنافسة في وقت واحد. هناك 20 شخصيةً للاختيار من بينها، كل منهم يملك عنصر خاص به، وأحد عشر شخصيةً جديدة في السلسلة.
تلقت دبل داش ملاحظات إيجابية من النقاد؛ حيث حصلت على مجموع 87 من 100 على ميتاكريتيك. أشاد المراجعون بالرسومات وميزات أسلوب اللعب الجديدة وقوائم الشخصيات والعناصر وجمالية الممرات وتصميم المسار، لكن عناصر التمثيل الصوتي لم تُستَقبَل بشكل جيد. كانت دبل داش ناجحًة تجاريًا، حيث باعت أكثر من 3.8 مليون نسخة في الولايات المتحدة، وأكثر من 802 ألف نسخة في اليابان. هي ثاني أكثر لعبة غيم كيوب مبيعًا على الإطلاق، حيث باعت حوالي 7 ملايين نسخة حول العالم، بعد سوبر سماش برذرز ميلي.

## أسلوب اللعب

السباق في لويجي سركت، أول دورة كأس المشروم. يمكن للاعبين الركوب على كارت بدلاً من واحد في دبل داش!!

دبل داش هي لعبة فيديو كارتينغ يسابق فيها اللاعب في عربة ضد فرق أخرى في دورات مختلفة.
تشير شاشة اللعبة إلى الترتيب الحالي في السباق، والسرعة الحالية لعربة اللاعب (كأرقام وأشرطة ملونة) والأسلحة الواردة.
كما هو الحال في الأجزاء السابقة، يمكن للاعبين التقاط صناديق العناصر لاستلام عنصر اختير عشوائيًا واستخدامه لعرقلة الخصم والحصول على الميزة. تسمح بعض العناصر، مثل القواقع والموز، للاعب بضرب الآخرين لإبطائهم، في حين أن العناصر الأخرى، مثل زيادة القوة النجمية، تجعلهم لا يقهرون مؤقتًا للهجمات.
هذه هي اللعبة الوحيدة في السلسلة التي يوجد فيها شخصان بدلاً من شخصية واحدة في كل عربة: واحد للقيادة والآخر لاستخدام العناصر؛ وهي أيضًا الأولى في السلسلة حيث يسقط اللاعبون عناصرهم عند اصطدامهم بسلاح.
حُسِنَت تقنية باورسلايد، وهي حركة تسمح للاعب بالالتفاف حول المنعطفات؛ يمكن للاعبين إمالة عصا التحكم أثناء الانجراف لإظهار الشرر حول العربة الخاصة بهم. إذا كانت مائلة بدرجة كافية، يتحول لون الشرر إلى اللون الأزرق، ويكتسب اللاعب زيادة في السرعة تُعرف باسم «توربو صغير».
بدء الصاروخ، وهو إجراء يزيد سرعة اللاعب عند بدء السباق، حُسِنَ أيضًا مثل دبل داش، والذي لا يمكن القيام به إلا كفريق.

### أوضاع اللعبة
هناك أربعة أوضاع للعب في دبل داش: غراند بريكس وسباق الزمن وفرسس وباتل. يمكن لعب معظم الأوضاع بشكل تعاوني، بينما لا يمكن لعب بعضها إلا بأنفسهم في سباقات لاعب واحد.

#### غراند بريكس
في وضع غراند بريكس، يتنافس اللاعب ضد 7 (أو 6) فرق، والتي يتحكم فيها الكمبيوتر، في سلسلة من الدورات المحددة مسبقًا.
يمكن للاعب أن يختار السباق باستخدام 3 فئات مختلفة لحجم المحرك: 50 سم مكعب، و100 سم مكعب، و150 سم مكعب. تسمح الفئة الرابعة غير القابلة للفتح، فئة المرآة، للاعب بالسباق عبر نسخة معكوسة من المسارات باستخدام حجم محرك 150 سم مكعب.
نظرًا لأن جميع العربات تسير بشكل أسرع عند استخدام أحجام محركات أعلى، فإن الفئات الأربع تعمل كمستويات صعوبة. يوجد 16 مسارًا، مقسمة إلى 4 كؤوس: مشروم، فلاور، ستار وسبيشل. في الكأس الخامس، يتسابق اللاعبون في كل مسار يسمى جولة الكأس الكاملة. تبدأ الجولة دائمًا مع لويجي سركت وتنتهي برينبو رود، لكن المسارات المتبقية تظهر بترتيب عشوائي.
يبلغ طول كل سباق ثلاث لفات باستثناء بيبي بارك وواريو كولوسيوم، اللذان يحتويان على 7 و2 على التوالي.
بعد عبور جميع اللاعبين البشريين لخط النهاية، تُؤَمَن مواقع الفرق التي يتحكم فيها الكمبيوتر على الفور ويمنحون نقاطًا بناءً على تلك المراكز الثمانية، والتي تتراوح من 0 إلى 10. بغض النظر عن المركز الذي انتهوا منه، سيتحرك الجميع للسباق التالي بسبب هذه القواعد الجديدة.
في نهاية الكأس، سيكون هناك حفل توزيع الجوائز للفرق الثلاثة، حيث سيحصلون على كأس تتراوح من البرونزية إلى الذهبية.

#### سباق الزمن
في وضع اللاعب الفردي في سباق الزمن، يتعين على اللاعب إنهاء أي من الدورات الـ 16 في أسرع وقت ممكن، مع توفير أفضل وقت كشبح، نسخة كربونية من أداء اللاعب يمكنهم السباق ضده في جولات لاحقة. ستحصل كل شخصية على فطر يمكن استخدامه في أي وقت أثناء الجري. (لاعب واحد فقط)
- فرسس - في هذا الوضع، يمكن للاعبين اختيار أي مسار والسباق ضد ما يصل إلى 3 خصوم بشريين (أو 15 خصم بشري عبر الشبكة المحلية) بقواعد مخصصة مثل تغيير تردد العنصر أو عدد اللفات في كل سباق. (لاعبين إلى 16 لاعب فقط)

#### باتل
في وضع باتل، يقاتل اللاعب ما يصل إلى 3 أعداء (أو 15 عدو عبر الشبكة المحلية) الذين يتحكم بهم الإنسان باستخدام عناصر مبعثرة في جميع أنحاء ساحة المعركة.
هناك لعبة معركة تقليدية بفرقعة البالون، حيث يجب على اللاعب استخدام العناصر لفرقعة بالونات الخصم الثلاثة أثناء الدفاع عن بالوناتهم. يمكن للاعبين أيضًا سرقة العناصر من بعضهم البعض عن طريق الإسراع نحوهم بفطر أو نجمة.
في المعارك التعاونية، يمكن للاعب الموجود في الجزء الخلفي من العربة أن يقوم بهجوم منزلق على سائق آخر  والذي يمكنه أيضًا سرقة البالونات. بالإضافة إلى ذلك، أضيفت لعبتين جديدتين؛ الأولى هي شاين ثيف، وهي لعبة يلتقط فيها فريق شاين سبرايت ويحتفظ بها لفترة معينة من الوقت، تبدأ عادةً من 55 إلى 60 ثانية. في كل مرة يُفقَد فيها شاين سبرايت، سيعيد العداد إلى حد ما إعادة ضبط الوقت. على سبيل المثال، إذا كان اللاعب قادرًا على الاحتفاظ بشاين سبرايت لمدة 30 ثانية فقط، فسيعاد تعيين العداد إلى 40 بدلاً من 60.
يتضمن الوضع الآخر رمي بوب-أومبز على بعضها البعض لجمع النقاط في بوب-أومب بلاست. مع وجود لاعبين، يلزم 3 نقاط للفوز، ولكن عند اللعب بـ 3 أو 4 لاعبين، يلزم 4 نقاط للفوز. إذا قام لاعبان أو أكثر بإلقاء قنبلة على بعضهم البعض في انسجام تام، فلن تُمنح أي نقاط لأي شخص. بطريقة ما، هي مشابه لربطة عنق. كما هو الحال في الأجزاء السابقة، أحيطت ساحات القتال (باستثناء تيلت-آه-كارت)، مع تصميم متنوع وترسانة من العناصر. (لاعبين إلى 16 لاعب فقط)
ماريو كارت: دبل داش!! هي آخر لعبة في السلسلة بدون القدرة على محاربة المعارضين الذين يتحكم فيهم الكمبيوتر.

#### لعب عبر الشبكة المحلية
لعب عبر الشبكة المحلية - تتميز دبل داش باللعب عبر الشبكة المحلية باستخدام محول نينتندو غيم كيوب بوردباند. يمكن توصيل ما يصل إلى ثمانية أنظمة غيم كيوب، مما يسمح بسباقات متعددة اللاعبين تتكون من 16 لاعبًا، حيث يتحكم لاعبان في كل عربة.

### الشخصيات
يمكن للاعبين الاختيار من بين مجموعة مكونة من 20 سائقًا قابلاً للعب مقسمة إلى 10 أزواج. كل الشخصيات لها عناصرها الخاصة التي تنفرد بها: ماريو ولويجي مع الكرات النارية، دونكي كونغ وديدي كونغ مع الموز العملاق، باوزر وباوزر جونيور مع قواقع باوزر، يوشي وبيردو مع البيض، بيتش وديزي مع قلوب، واريو ووالويجي مع بوب-أومب وكوبا تروبا (الذي ظهر سابقًا في سوبر ماريو كارت) وكوبا باراتروبا مع القذائف الثلاثية، تود وتوديت مع الفطر الذهبي، بالإضافة إلى بيبي ماريو وبيبي لويجي مع تشاين تشومب. يتمتع بيتي بيرانا وكينغ بو بقدرة فريدة على استخدام أي من العناصر الخاصة للشخصيات الأخرى باستثناء كرة لويجي النارية الخضراء وبيضة بيردو الوردية. هناك 21 عربة في المجموع، ويحدد وزن الشخصية (خفيف، متوسط، ثقيل) العربة التي تمكنهم الركوب فيه بالإضافة إلى سمات السرعة والتسارع والوزن.
بالإضافة إلى ذلك، فإن الشخصيات الأخرى لها أدوار داعمة في هذه اللعبة أيضًا. يعيد لاكيتو دوره كحكم، حيث يساعد المتسابقين في مواقف مختلفة مثل الإعلان عن الدورات، وإعطاء إشارة للقيادة مع إشارات المرور المعلقة على عمود الصيد، وإعادة الشخصيات إلى المسار الصحيح في حالة سقوطهم عن المسار. الشخصيات الداعمة الأخرى التي تظهر في هذه اللعبة تشمل شاي غاي وغومبا وتود سورث ونوكيز وبينتاز وتشاين تشومب ونبتة بريانا والمزيد. وتجدر الإشارة أيضًا إلى أن هذه هي المرة الأولى التي تظهر فيها توديت في امتياز ماريو.

## التطوير

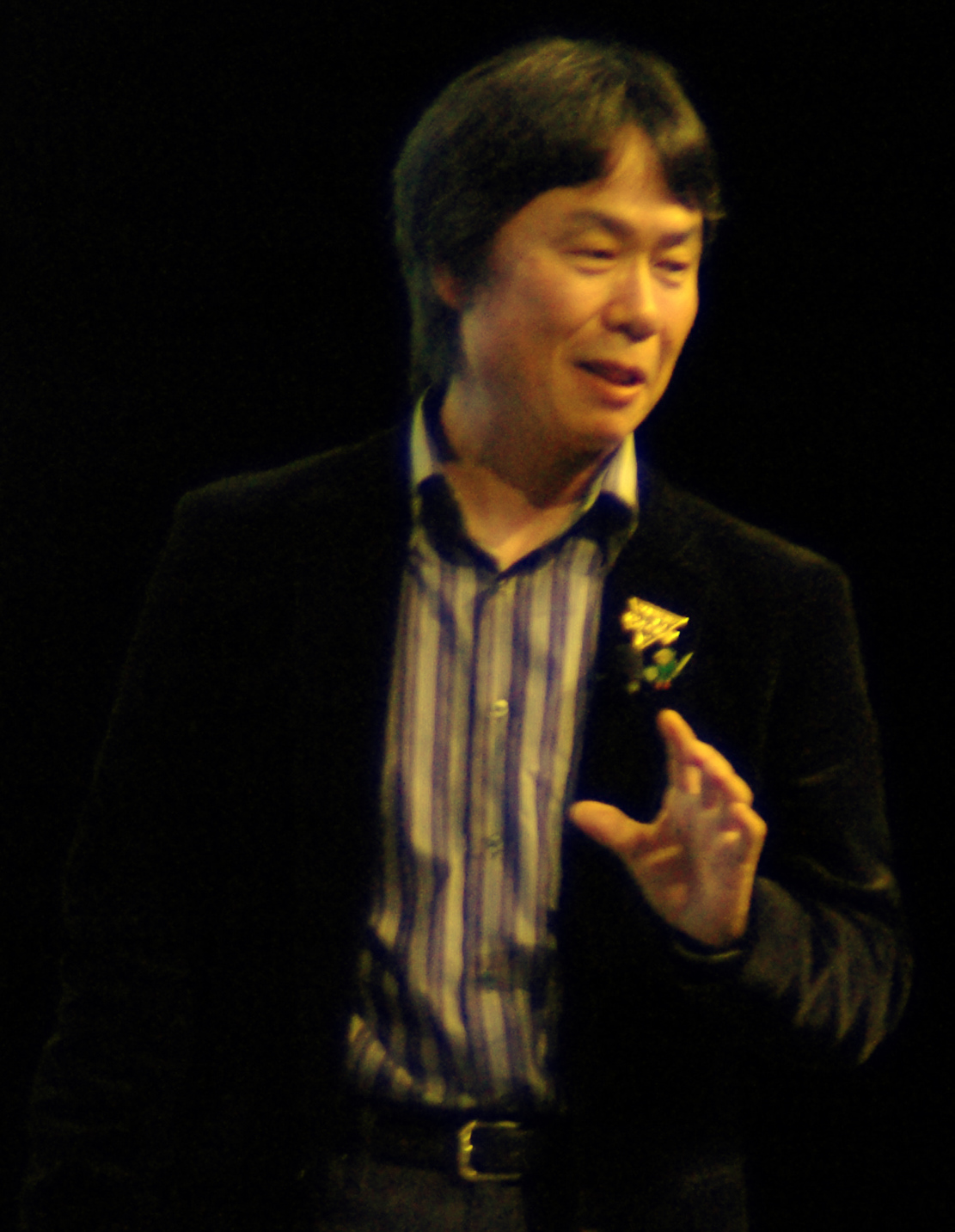
قدم شيغيرو مياموتو عددًا من الآراء لفريق التطوير.

عُرِضَت دبل داش!! لأول مرة في معرض الترفيه الإلكتروني 2001 كمقطع فيديو مدته سبع ثوان. أظهر المقطع ماريو ولويجي يقودان عرباتهم على سطح ثلاثي الأبعاد مع عدم وجود خلفية. في ذلك الوقت، كان التطوير مبكرًا، وكان عنوان العمل للعبة ببساطة هو ماريو كارت. في أبريل 2003، أصدرت نينتندو الصور الأولى وتفاصيل اللعبة، بالإضافة إلى الكشف عن العنوان ليكون ماريو كارت: دبل داش!!. في معرض الترفيه الإلكتروني 2003، كان العرض التجريبي للعبة متاحًا. أضيفت ميزات جديدة للعبة، مثل وجود شخصيتان يركبان عربة واحدة. عُرِضَ عَرضٌ توضيحي محدث مع بعض الإضافات الجديدة في غيمز كونفينشن في أغسطس 2003. في سبتمبر، عقدت نينتندو قمة اللاعبين للصحافة، حيث كانت نسخة شبه كاملة وأكثر سرعة من دبل داش!! المعروضة سابقًا. كما أعلنت قمة اللاعبين أن موعد إصدار اللعبة في أمريكا الشمالية هو 17 نوفمبر 2003.
كافح فريق التطوير في ابتكار ميزات اللعب التي سيستمتع بها عشاق السلسلة. كانت إحدى أصعب المهام التي كلف بها المدير العام كيوشي ميزوكي هي جذب الأشخاص الذين ليس لديهم خبرة سابقة بالسلسلة؛ فقرر أن يجعل أسلوب اللعب بسيط قدر الإمكان. قدم المنتج شيغيرو مياموتو للموظفين مجموعة متنوعة من الآراء التي يجب عليهم بدورهم دمجها في اللعبة بأفضل طريقة ممكنة. سمح مياموتو للفريق بتحديد الرسومات التي يريدون استخدامها دون قيود.
ناقش المطورين الاتصال بغيم بوي أدفانس كفرصة بينهم، لكنهم اتفقوا في النهاية على أن دبل داش!! لم تكن مناسبًة لأفكار الاتصال هذه وقرروا استبعادها. كان من المرغوب فيه تضييق الفجوة بين قدرة اللاعبين المحترفين والمبتدئين. لذلك، أُزِيلَت ميزات اللعب مثل القدرة على الهروب من الموز؛ أراد فريق العمل أن يستمتع كل من اللاعبين المحترفين والمبتدئين بأنفسهم.
أصدرت نسخة خاصة من اللعبة، والذي تتضمن قرصًا إضافيًا يحتوي على:
- نسخ تجريبية قابلة للعب لـ أف-زيرو جي أكس وماريو بارتي 5 وسونيك هيروز وستار وارز روج سكوادرون III: ريبيل سترايك وسلاحف النينجا[13]
- مقاطع فيديو لـ فاينل فانتازي كريستال كرونيكلز و1080° أفالانش وبوكيمون كولوسيوم وكيربي (كيربي: رايت باك أت يا! المسلسل التلفزيوني ولعبة كيربي آير رايد) وهاري بوتر: كويديتش ورلد كاب وسبونج بوب سكوير بانتس: باتل فور بيكيني بوتوم وإن بي آيه لايف 2004؛ إجمالي وقت التشغيل 8 دقائق و 35 ثانية
- محتوى إضافي لـ فاير إمبلم: ذا بلايزنغ بلايد على غيم بوي أدفانس، والذي يتطلب كابل ربط غيم كيوب - غيم بوي أدفانس

أُلِفَت الموسيقى التصويرية للعبة من قبل شينوبو تاناكا مؤلف موسيقى سوبر ماريو سانشاين وكينتا ناغاتا مؤلف موسيقى سوبر ماريو 64.

## التقييم
| التقييم |            |
| --- | ---------- |
| مجموع النقاط المجموع نقاط ميتاكريتيك 87/100 نتائج المراجعة نشرة نقاط إدج 5/10 إلكترونك غيمينغ مونثلي 9.83/10 غيم إنفورمر 9.25/10 غيم سبوت 7.9/10 غيم سباي غيمز رادار غيم زون 9.7/10 آي جي إن 7.9/10 نينتندو لايف نينتندو باور |            |
| مجموع النقاط |            |
| المجموع | نقاط       |
| ميتاكريتيك | 87/100     |
| نتائج المراجعة |            |
| نشرة | نقاط       |
| إدج | 5/10       |
| إلكترونك غيمينغ مونثلي | 9.83/10    |
| غيم إنفورمر | 9.25/10    |
| غيم سبوت | 7.9/10     |
| غيم سباي | 4/5 stars  |
| غيمز رادار | 4/5 stars  |
| غيم زون | 9.7/10     |
| آي جي إن | 7.9/10     |
| نينتندو لايف | 9/10 stars |
| نينتندو باور | 5/5 stars  |

تلقت دبل داش!! تعليقات إيجابية من النقاد والمعجبين. حصلت اللعبة على جائزة «لعبة جماعية» من غيم ستارز آي تي في عام 2004.
أعطت نينتندو باور اللعبة درجة ممتازة، وقالت إن الرسومات كانت «إتقان ثلاثي الأبعاد» وأن عناصر التحكم وميكانيكا اللعبة «تنافس تلك الموجودة في أي لعبة سباقات على الغيم كيوب». حصلت دبل داش!! أيضًا على درجة ممتازة من غيم برو، الذي علق بأن طريقة اللعب لا تزال «سريعة وغاضبة». أشاد جاستن ليبر وآندي ماكنمارا من غيم إنفورمر بميزة وجود راكبين لكل عربة. صرح ماكنمارا: «إن منح اللاعب التحكم في شخصيتين مختلفتين أمر رائع جدًا في اللعب الفردي، ولكن إضافة صديق في الجزء الخلفي من العربة الخاصة بك في مع عدة لاعبين تفتح اللعبة بشكل لم يسبق له مثيل.» أشاد غيم سباي بأن دبل داش!! «لعبة رائعة المظهر وذات أسلوب لعب رائع سيشعر بها معظم اللاعبين على الفور.» اعتقد يورو غيمر أن اللعبة كانت واحدة من «أفضل قطع الترفيه الإلكترونية التي طورت على الإطلاق.» شعر لويس بيديجيان من غيم زون أنه لا توجد لعبة السباقات التي لعبها على الغيم كيوب «مذهلة» مثل دبل داش!!. قال أندرو فيستر من جي إم آر: «ماريو كارت: دبل داش!! هي أكثر الألعاب متعة هذا العام. وربما العام المقبل. وربما حتى العام الذي يلي ذلك». أشاد بريت إلستون من غيمز رادار «بفكرة السائقين المزدوجين واللاعبين المتعددين الذي لا يمكن المساس به». قالت إلكترونك غيمينغ مونثلي أن اللعبة «البهجة النقية ستغلف روحك».
كما تلقت دبل داش!! انتقادات من وسائل الإعلام. بالنظر إلى فارق 7 سنوات منذ ماريو كارت 64، صرح رايان ديفيس من غيم سبوت أنه «يشعر بخيبة أمل بعض الشيء من النطاق المحدود للعبة». وقال أيضًا إن تكرار التمثيل الصوتي كان «بلا هوادة». آي جي إن كات أيضًا حاسمًة تجاه دبل داش!! لعدم تجاوزها لسابقتها، واصفة اللعبة بأنها «جهد متواضع». اتهمت مجلة إدج التي تتخذ من المملكة المتحدة مقراً لها اللعبة بأنها «لم تعد لعبة سباق بعد الآن». انتقدت غيم ريفولوشن وضع اللاعب الفردي للعبة لافتقاره إلى الجوهر وتصميم المسار لكونه «لطيف».

### المبيعات
في أول سبعة أسابيع، باعت دبل داش!! مليون وحدة، مما يجعلها أسرع لعبة غيم كيوب مبيعًا حتى ذلك الوقت. بحلول يوليو 2006، باعت اللعبة 2.2 مليون نسخة وحققت 105 مليون دولار في الولايات المتحدة . صنفتها نيكست جينرايشن في المركز 12 كأكثر لعبة مبيعًا التي صدرت على بلاي ستيشن 2 أو إكس بوكس أو غيم كيوب بين يناير 2000 ويوليو 2006 في ذلك البلد. باعت اللعبة في النهاية 3.8 مليون وحدة في الولايات المتحدة، وأكثر من 802 ألف وحدة في اليابان. حصلت على جائزة المبيعات «الذهبية» من جمعية ناشري برامج الترفيه والتسلية (ELSPA)، مما يشير إلى مبيعات لا تقل عن 200 ألف نسخة في المملكة المتحدة. وفقًا لمجموعة إن بي دي، كانت دبل داش!! أكثر لعبة مبيعًا في نوفمبر 2003. هي أيضًا ثالث أكثر لعبة غيم كيوب مبيعًا في أستراليا. ذكرت جويستيك في فبراير 2009 أن اللعبة قد بيعت ما يقرب من سبعة ملايين نسخة حول العالم. احتلت اللعبة المركز 63 في قائمة أعظم 100 لعبة نينتندو على الإطلاق من مجلة نينتندو الرسمية.

## الملاحظات
1. ↑  صُمِمَت على أنها ماريو كارت: دبل داش!! (بالإنجليزية: !!Mario Kart: Double Dash)‏

## وصلات خارجية
- ماريو كارت: دبل داش على موقع IMDb (الإنجليزية)
- الموقع الرسمي
- الموقع الرسمي